# Ichneumon pusillamoenus
Ichneumon pusillamoenus là một loài tò vò trong họ Ichneumonidae.